# Groot Privilege

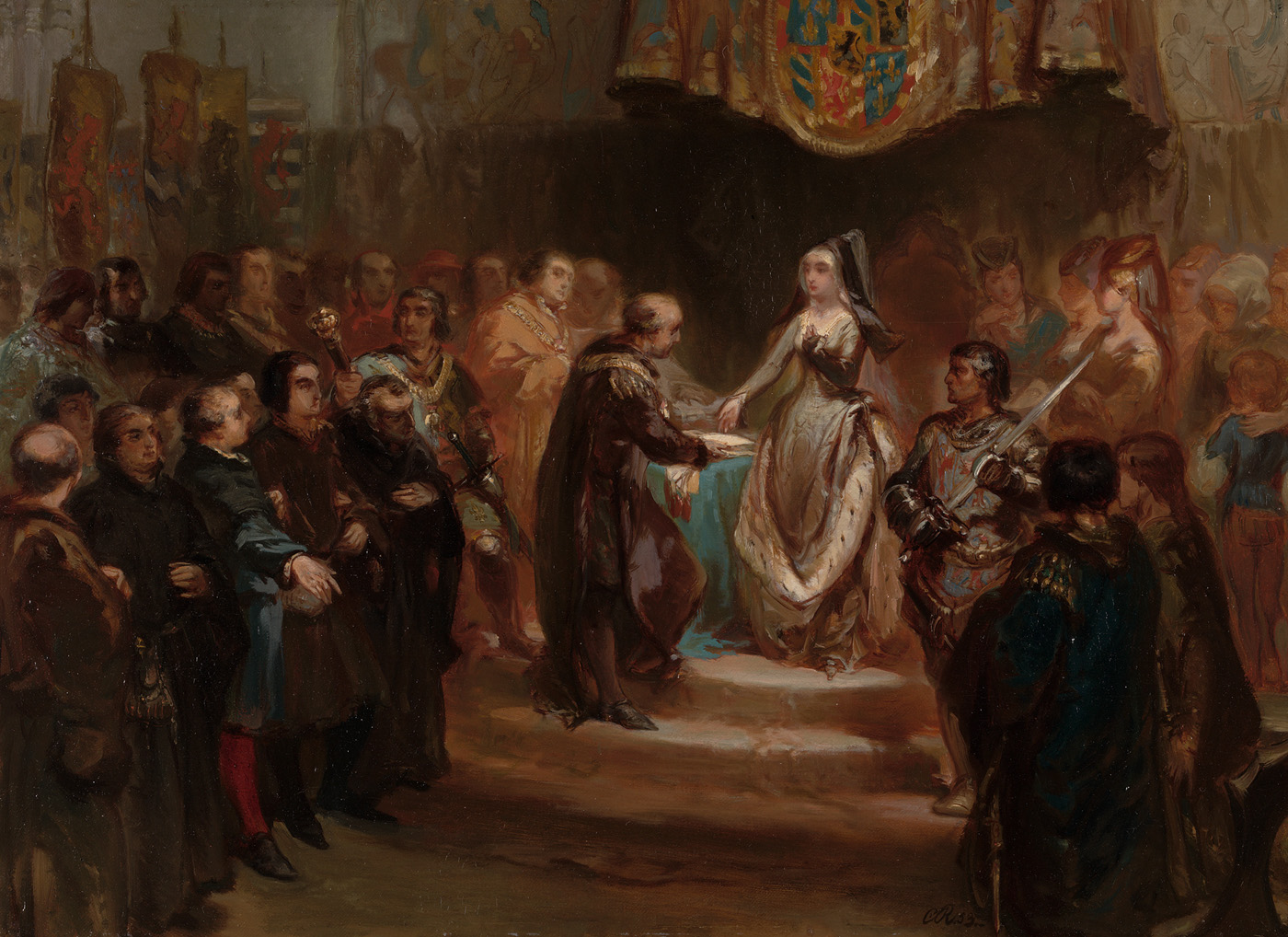
Maria van Bourgondië verleent het Groot Privilege aan de Staten-Generaal der Nederlanden, 1477. (Schilderij Charles Rochussen, 1853)

Het Groot Privilege of Groot Privilegie is de naam van een oorkonde waarin een reeks gunsten zijn vastgelegd die door de vorstin Maria van Bourgondië werden verleend op 11 februari 1477 aan de in 1464 opgerichte Staten-Generaal van de Nederlanden in ruil voor haar erkenning als vorstin en haar ondersteuning met financiële middelen door de Staten.

## Voorgeschiedenis
In de Bourgondische Nederlanden reisden de raden aanvankelijk mee met de hertog. Karel de Stoute gaf in 1473 zijn Grote Raad een permanente zetel in Mechelen, onder de naam Parlement van Mechelen. Ook centraliseerde hij tegen de zin van de gewesten de drie rekenkamers van Den Haag, Brussel en Rijsel in Mechelen.
Omdat Karel de Stoute op 5 januari 1477 onverwacht stierf tijdens de slag bij Nancy, werd zijn dochter Maria van Bourgondië op twintigjarige leeftijd hertogin van Bourgondië en vorstin van de verschillende Nederlandse gewesten. Zonder geld en zonder leger moest zij aan alle kanten het hoofd bieden aan oppositie en opstand. Op dat moment was haar huwelijk met Maximiliaan van Oostenrijk nog niet gesloten en dus stond ze alleen voor de zware taak om het erfdom te verdedigen tegen de vorsten van omringende landen. Lodewijk XI van Frankrijk had Bourgondië en Franche-Comté met militair geweld ingenomen en was Artesië en Picardië met troepen binnengevallen. Het feit dat er onder haar eigen onderdanen grote onvrede heerste, maakte het er niet makkelijker op. Het hertogdom Gelre en het prinsbisdom Luik hadden zich al onafhankelijk verklaard.

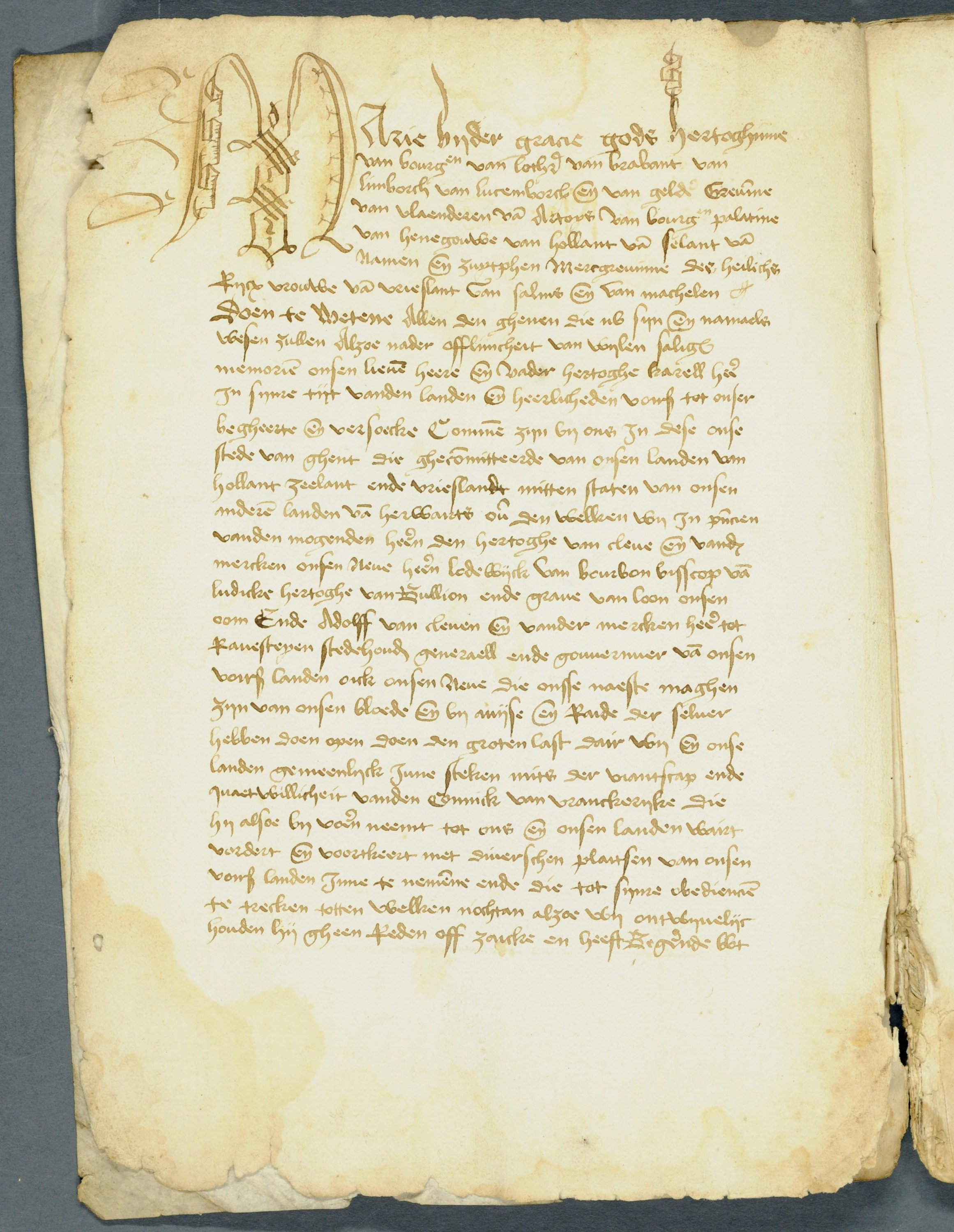
Afschrift van het Groot Privilege van Maria van Bourgondie NL-HaNA 3.22.01.01 683 02

## Het Groot Privilege
Op 3 februari 1477 werd met spoed een vergadering van de Staten-Generaal belegd om de kwestie te bespreken. Hier bleek dat de Staten  bereid waren om Maria van Bourgondië als vorstin te erkennen en te ondersteunen met financiële middelen, als daar bepaalde rechten tegenover zouden staan. Alle punten werden besproken en door Maria vastgelegd in een feodale overeenkomst, het Groot Privilege. Ze kwam daarmee tegemoet aan een groot deel van de wensen en klachten van de Staten. Deze kwamen erop neer dat men ontevreden was met het centrale bestuur van de Bourgondische ambtenaren, vaak Bourgondiërs (Bourguignons). Het centrale bestuur moest ingeperkt worden ten gunste van de macht van de individuele gewesten.
De tekst van het Groot Privilege was in het Nederlands opgesteld, iets waartegen de Franstalige gewesten Henegouwen, Namen en Artesië protesteerden.
De belangrijkste bepalingen waren:
- Het Parlement van Mechelen en de Algemene Rekenkamer in Mechelen werden afgeschaft
- Er werd een Grote Raad van Mechelen met 24 leden opgericht, die de hertogin in het bestuur en de rechtspraak ondersteunden
- De bijzondere gewoonten van elk van de gewesten werden gewaarborgd, zodat de privaatrechtelijke identiteit gewaarborgd bleef.[2]
- De hertogin mocht zonder toestemming van de Staten niet trouwen, oorlog verklaren of belasting heffen
- De Staten beslisten voortaan over de muntslag
- Alleen ingezetenen van het eigen gewest mochten ambten in het gewest bekleden, geen buitenstaanders
- Verdachten mochten alleen in het eigen gewest voor de rechter komen, geen vreemde rechters
- De Staten mochten naar eigen wil ter vergadering samenkomen, eender waar en wanneer
- In de Nederlandstalige gewesten moesten regeringsbrieven in het Nederlands geschreven zijn en niet in het Frans
- Herstel van de rekenkamer in Den Haag[3][4]

Na het uitvaardigen van het Groot Privilege leek het gezag van Maria hersteld. Tijdens haar tocht door alle Staten van de Nederlanden bleek echter dat de afzonderlijke gewesten ook nog wensen hadden. Deze individuele wensen werden door Maria ook ingewilligd en werden bekend onder de naam landsprivileges.
Graafschap Holland en Graafschap Zeeland steunden weliswaar het idee om de centrale Bourgondische macht te beperken en een lokale bestuursmacht te krijgen, maar wensten geen algemeen statuut dat de positie van de als zuidelijk ervaren Staten-Generaal zou versterken. In maart 1477 verkregen zij daarom een eigen "Groot Privilege" dat vreemdelingen uitsloot van hoge functies in deze provincies. Als onmiddellijk gevolg hiervan werd Lodewijk van Gruuthuse vervangen als stadhouder van Holland en Zeeland door de Zeeuw Wolfert VI van Borselen.

## Het einde van het Groot Privilege
Op 19 augustus 1477 huwde Maria met Maximiliaan van Oostenrijk. Van meet af aan trachtte deze, met de steun van de hoge adel, de privileges terug te draaien. Toen dat niet goedschiks lukte, werden al snel de gemaakte afspraken in het Groot Privilege niet meer nagekomen. In 1482 stierf Maria van Bourgondië als gevolg van een val van haar paard. Tijdens het regentschap in haar naam werd Maximiliaan geconfronteerd met een massale opstand, die pas in 1492 definitief werd neergeslagen. Vóór de inhuldiging van de 15-jarige Filips de Schone, kreeg Maximiliaan gedaan dat de Staten-Generaal de onder de heerschappij van Maria verkregen privileges zelf nietig verklaarde.
Hoewel dus in de praktijk al snel terzijde geschoven, zou het Groot Privilege tot ver in de 16e eeuw een voorname plaats bekleden in het collectieve geheugen en in het publieke debat, als symbool van hoe de verhoudingen met de vorsten zouden moeten zijn.

## Afbeeldingen

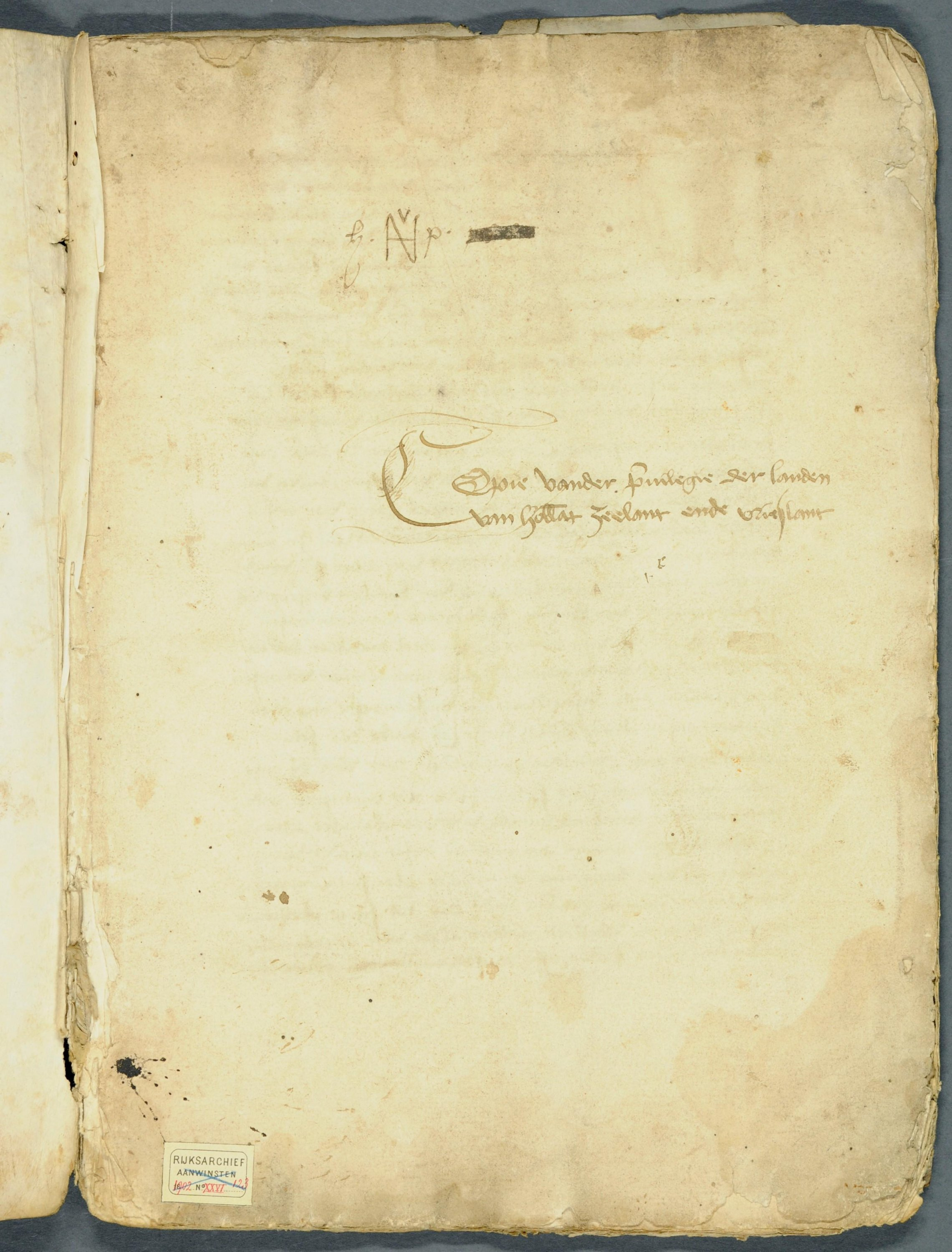
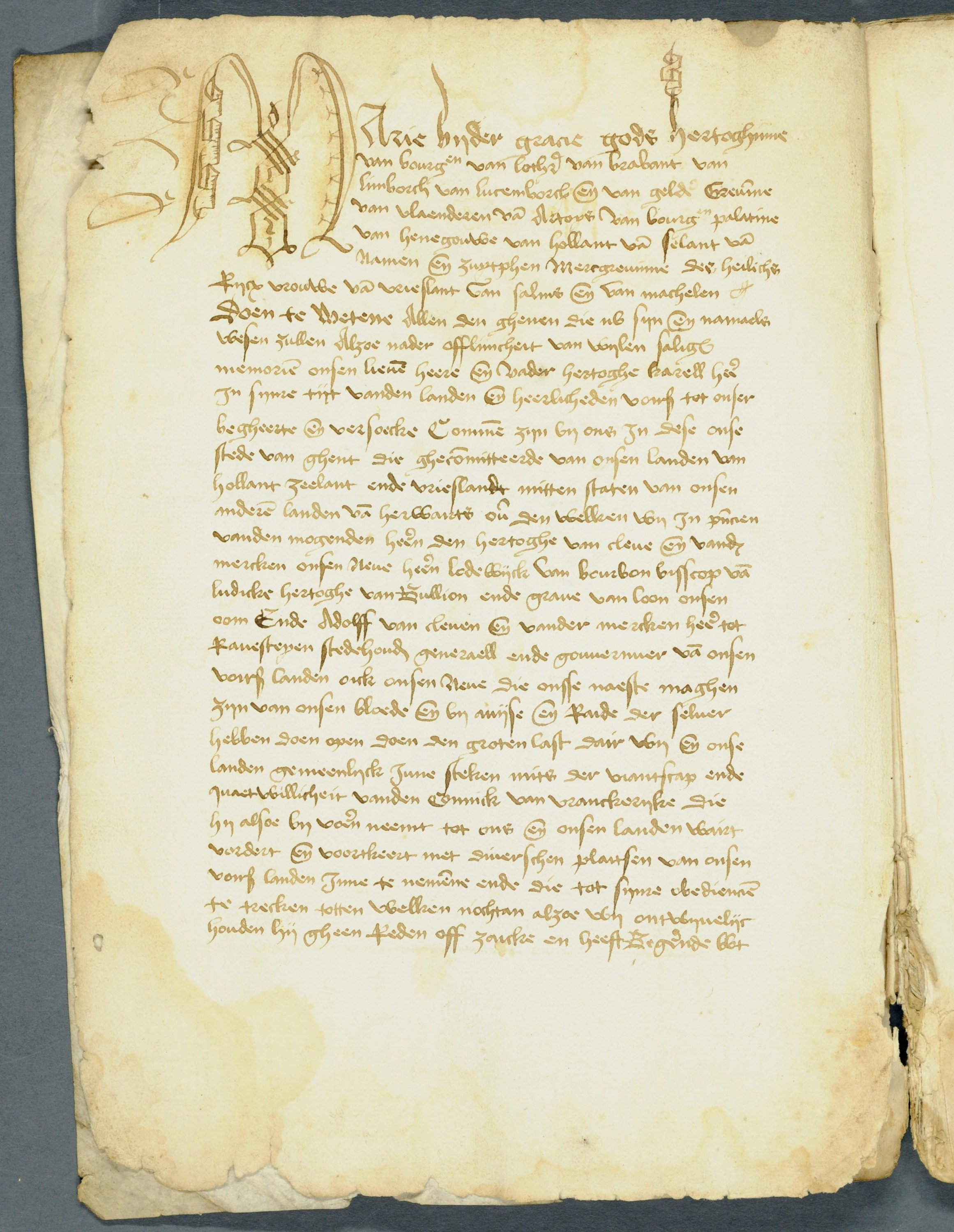
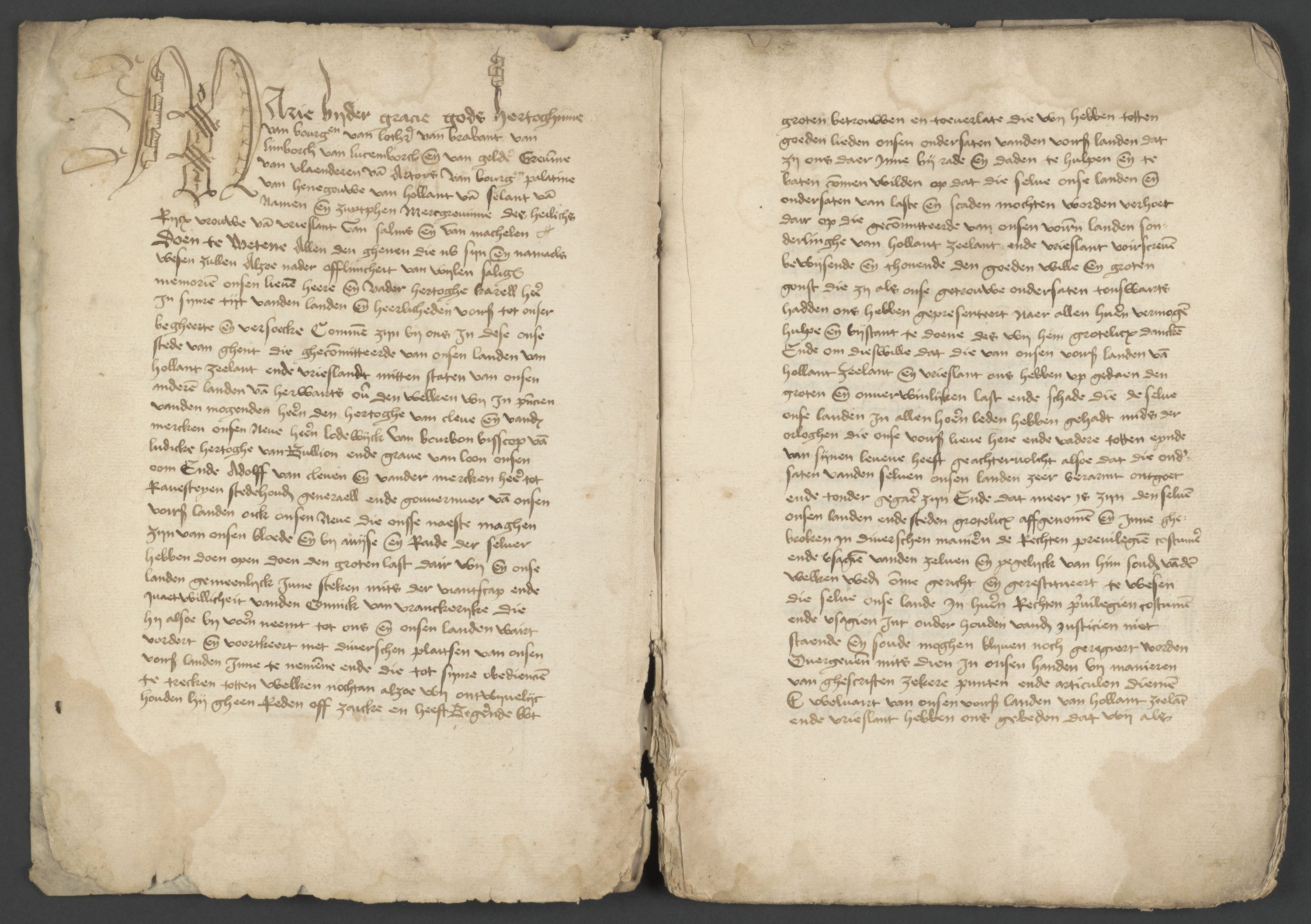